# 澳洲小油鯰
澳洲小油鯰，為輻鰭魚綱鯰形目鼬鯰科的其中一種，為熱帶淡水魚，分布於南美洲巴西烏拉圭河及南里奧格蘭德州至聖卡塔琳娜州沿岸淡水流域，體長可達10.6公分，棲息在底層水域，生活習性不明。

## 扩展阅读
維基物種上的相關：澳洲小油鯰